# Bayannurosaurus
Bayannurosaurus – rodzaj wymarłego dinozaura, ornitopoda z kladów Iguanodontia i Ankylopollexia.
Doskonale zachowany szkielet dinozaura znaleziono w Mongolii Wewnętrznej, na terenie Bajannuur, 7 km na północ od Chaogewenduer, w okolicy Chulumiao. Spoczywał wśród skał formacji Bayingebi, którą datuje się na kredę wczesną, a dokładniej na wczesny apt. Należał do dużego, mierzącego około 9 m zwierzęcia, poruszającego się zwykle na czterech kończynach. Wykazywał cechy typowe dla ornitopodów. Wyróżniał się też niespotykanymi wcześniej właściwościami. Taśmowate wyrostki tylno-grzbietowe kości jarzmowej sterczały w kierunku grzbietowym. W odróżnieniu od nich wyrostek przedpanewkowy kości biodrowej przebiegał poziomo. Dystalne kręgi ogonowe cechowały się procelicznymi, trapezoidalnymi trzonami, przy czym przynajmniej trzy ostatnie zrastały się ze sobą. Dzięki tym cechom zespół Xu opisał nowy rodzaj dinozaura, któremu nadano nazwę Bayannurosaurus. Nazwa rodzajowa wywodzi się od Bayannur – anglojęzycznej transkrypcji nazwy regionu geograficznego, na terenie którego znaleziono skamieniałości. Greckie słowo sauros oznacza jaszczura. W obrębie rodzaju badacze umieścili pojedynczy gatunek Bayannurosaurus perfectus. Epitet gatunkowy odnosi się do doskonałego stanu zachowania się holotypowego znaleziska, oznakowanego jako IMMNH PV00001 i przechowywanego w Muzeum Historii Naturalnej Mongolii Wewnętrznej w Hohhot.
Badania wykazały, że szkielet należy od ornitopoda z grupy Iguanodontia, szeroko rozpowszechnionego taksonu ptasiomiednicznych, w obrębie którego wyróżnia się liczne podgrupy. Jedną z nich jest Ankylopollexia, do której zaliczają się bardziej zaawansowane ewolucyjnie Iguanodontia. Należał do niej również Bayannurosaurus. Kreatorzy rodzaju przeprowadzili analizę filogenetyczną, która pozwoliła zaliczyć nowy rodzaj także do kladu Styracosterna, jednak nie do Hadrosauriformes. Na przedstawionym przez badaczy kladogramie ten ostatni tworzy klad z rodziną Iguanodontidae, a jego najbliższymi grupami zewnętrznymi są wpierw uranozaur i następnie Bayannurosaurus właśnie, w dalszej kolejności zaś Hypselospinus. Z przeprowadzonego badania Xu i inni wnoszą istotne konkluzje dotyczące rozprzestrzeniania się Ankylopollexia. Grupa ta musiała kilkukrotnie ulegać dyspersji z Europy do Azji na przełomie jury i kredy, kiedy pozwalał na to opadający poziom morza.